# إدغار مارتينيز
إدغار مارتينيز (بالإنجليزية: Edgar Martínez)‏ (و. 1963 – م) هو لاعب كرة قاعدة، من الولايات المتحدة الأمريكية، ولد في مدينة نيويورك.

## روابط خارجية
- إدغار مارتينيز على موقع دوري كرة القاعدة الرئيسي (الإنجليزية)
- إدغار مارتينيز على موقعبيزبول رفرنس.كوم (الدوري الرئيسي) (الإنجليزية)
- إدغار مارتينيز على موقعبيزبول رفرنس.كوم (الدوري الثانوي) (الإنجليزية)
- إدغار مارتينيز على موقع جمعية أبحاث البيسبول الأمريكية (الإنجليزية)
- إدغار مارتينيز على موقع إي إس بي إن.كوم (أم.أل.بي) (الإنجليزية)
- إدغار مارتينيز على موقع مشجعي الرسوم البيانية (الإنجليزية)
- إدغار مارتينيز على موقع قاعة مشاهير كرة القاعدة (الإنجليزية)